# Košigaja
Košigaja (japonsky 越谷市) je město v prefektuře Saitamě v Japonsku. K roku 2019 v něm žilo přes 345 tisíc obyvatel. Patří mezi tradiční střediska výroby darum, tradičních sošek s náboženským významem.

## Poloha
Košigaja leží ve vnitrozemí na jihovýchodě Honšú, největšího japonského ostrova. Nachází se východně od Saitamy, severně od Sóky a jižně od Kasukabe. Od Tokia je vzdálena přibližně třicet kilometrů severně.

## Dějiny
Košigaja má status města od 3. listopadu 1958.

### Rodáci
- Sumio Iidžima (* 1939), fyzik
- Džunri Namigatová (* 1982), tenistka